# ولاية سعرد
وِلَايَةُ سِعِرْدَ (بالتركية: سعرد ولایت/Siirt ili؛ وبالكردية: پارێزگای سێرت) ولاية في جنوب شرق تركيا. تحدها ولايات بدليس من الشمال وباتمان من الغرب وماردين من الجنوب الغربي وشرناق من الجنوب، ووان من الشرق. تبلغ مساحتها 5406 كيلومتر مربع ويبلغ عدد سكانها 300,695 نسمة (حتى عام 2010). عاصمتها مدينة سعرد (أو إسعرد). أكثر سكان الولاية من الكرد يليهم العرب الذي يسكن أكثرهم مدينة سعرد.